# 塞尔韦拉
塞尔韦拉，是西班牙加泰罗尼亚莱里达省的一个市镇。 总面积55平方公里，总人口7917人（2001年），人口密度144人/平方公里。